# Sudbury (Massachusetts)
Sudbury – miasto w Stanach Zjednoczonych, w stanie Massachusetts, w hrabstwie Middlesex.